# Purina
Nestlé Purina PetCare est une entreprise américaine et suisse fondée en 1893 par William H. Danforth. Lors de sa fondation, dans un magasin de fourrage aux abords du Mississippi à Saint-Louis (Missouri), l'objet était de proposer aux éleveurs de la nourriture pour les animaux d'élevage.
Elle commercialise de la nourriture pour animaux sous de nombreuses marques. Purina est à ce jour le leader mondial de la nourriture animale, juste devant Mars Incorporated.

## Histoire
Jusqu'en 1986, Ralston Purina Company est propriétaire des secteurs d'aliments pour animaux de compagnie et pour animaux de ferme Purina. La même année, Ralston Purina cède sa filiale des États-Unis, qui appartient maintenant à Land O'Lakes, et Purina se concentre alors sur les animaux domestiques,.
Le secteur international en alimentation animale de l'entreprise, Ralston Purina International (RPI), est devenu en 1998 une société indépendante cotée à la bourse de New York sous le nom Agribrands International, Inc., mais en conservant le nom de marque Purina[réf. nécessaire].
En 2001, Cargill rachète Agribrands International et décide de conserver la marque Purina. Parallèlement, la branche des aliments pour animaux de compagnie est vendue au groupe Nestlé[réf. nécessaire].
En octobre 2023, Purina annonce l’ouverture de deux nouvelles unités de production au sein de son usine en Hongrie.
En 2024, Purina PetCare a investi 472 millions d’euros pour ouvrir une usine de production d’aliments pour animaux de compagnie à Mantoue, en Italie. L’entreprise a également inauguré une nouvelle usine à Eden'. 
En mai de la même année, Purina a investi 220 millions de dollars afin d’accroître sa production au Mexique'.

## Les différentes marques
Purina propose un grand nombre de marques de nourriture pour chiens et chats. Certaines sont dérivées en plusieurs formules différentes, adaptées aux animaux jeunes, âgés ou ayant des besoins nutritionnels particuliers.

### Marque à la fois pour les chiens et les chats
Nestlé Purina PetCare commercialise 6 marques à la fois pour les chiens et les chats d'aliments secs (croquettes imprégnées). Les chiens et les chats n'ayant pas les mêmes besoins les produits ne sont pas interchangeables. Chaque marque est déclinée, selon l'âge, et parfois selon des besoins spécifiques (animal stérilisé, aliment allégé, etc.).
- Friskies, produits premier prix, probablement la marque de croquettes la plus vendue dans le monde. Il s'agit du prix le plus bas possible pour un aliment très appétant et standardisé (même goût partout et toute l'année). Cette première place témoigne du fait que Nestlé Purina PetCare répond avec succès à la demande des grands distributeurs et des consommateurs. Néanmoins, il s'agit essentiellement de protéines végétales, et le peu de protéines animales provient de minerai de viande, de plus les teneurs en minéraux sont très élevées. En conséquence le risque de calculs et d'insuffisances rénales, déjà naturellement élevé chez le chat, est accru. De même le risque de pancréatite, le plus souvent lié aux taux hormonaux des chats et chiens non stérilisés, est accru. Cette marque comprend également des aliments humides.
  - Friskies pour chats est commercialisée sous le nom Go-cat au Royaume-Uni.
  - Friskies pour chats est commercialisée sous le nom Gati en Afrique du Sud.

- Purina One, produits de moyenne gamme (segment premium), ils portent le nom de la marque (Purina) suivi du terme One (nombre 1), pour les différencier des produits premier prix ci-dessus. Marque standardisée (même goût partout et toute l'année) pour la grande distribution.

- Purina Pro Plan, produits haut de gamme (segment super premium)[réf. nécessaire], ils portent le nom de la marque (Purina) suivi des termes Pro Plan (qui signifient prescription professionnelle), pour les différencier des produits premier prix ci-dessus. Cette marque est distribuée exclusivement par les vétérinaires et animaleries (y compris animaleries sur internet).

- Purina Veterinay Diets, produits répondant à des besoins spécifiques académiques, par exemple des problèmes gastriques, allergiques, urinaires pour chiens et chats.

- Chow, produits de bas de gamme répondant à des demandes spécifiques non académiques : naturopathie (dont "herbothérapie"), et probiotiques, mais aussi produits « verts » où une attention particulière est porté aux questions environnementales.
  - Chow pour chiens est commercialisée sous le nom Beta au Royaume-Uni.
  - En France, le probiotique Fortiflora est commercialisé sous la marque académique Purina Veterinay Diets

- Beyond, produits à la fois de moyenne gamme (segment premium) et « verts », cette marque comprend également des aliments humides. Cette marque est commercialisée en France depuis 2017

### Marques pour chat
Nestlé Purina PetCare commercialise de nombreuses marques de nourriture pour chats, semble-t-il au gré d'acquisitions :
- Arthurs, uniquement vendu au Royaume-Uni
- Deli-Cat, Friskies (premier prix) à l'appétance garantie (mélange poisson, dinde et foie)
- Felix, aliments humides (patés) bas de gamme pour le plaisir ou la récompense. Il existe des curiosités (bouchées, chips, ...). Les spots publicitaires mettent en scène un chat bicolore sous forme de dessin-animé. Felix ne prend pas d'accent, conformément à l'étymologie latine signifiant « heureux », mais aussi en raison de l’internationalisation des marques. 
  - Felix est commercialisée sous le nom  Latz en Finlande.
  - Felix est commercialisée sous le nom Pussi en Suède.
- Kit & Kaboodle, Friskies (premier prix) aux formes "rigolotes"
- Purina Gourmet ou Gourmet, aliments humides (patés) de moyenne gamme (segment premium) pour le plaisir ou la récompense. Leur composition varie de la mousse (émulsion) aux filets de viande. Ces exceptions haut de gamme portent le nom de la marque (Purina), pour les différencier des produits premier prix ci-dessus. Pour incarner la marque, un chat persan chinchilla a été choisi[10].
  - Gourmet est commercialisée sous le nom Fancy Feast aux États-Unis, au Canada, à Singapour, en Australie et en Nouvelle-Zélande.
  - Gourmet est commercialisée sous le nom Mon Petit au Japon et à Hong Kong.
- Tidy Cats, différentes qualités de litières
  - Tidy Cats est commercialisée sous le nom Maxx au Canada
- Whisker Lickin′s, Friskies (premier prix) pour récompense (mélange croustillant et fondant)

### Marques pour chien
- Alpo, premier prix (secs, humides et récompenses)
- Beggin′, récompenses imitant le bacon
  - Beggin est commercialisée sous les noms Tranches alléchantes et Tranches épaisses au Québec
- Beneful, aliments secs (croquettes imprégnées) et humides (patés) bas de gamme pour le plaisir et biscuits pour la récompense. Il existe des curiosités (bouchées, croquettes snacks aux formes diverses comme des bâtonnets, etc.)
  - Beneful est commercialisée sous le nom Fido en France
  - Beneful est commercialisée sous le nom Bakers au Royaume-Uni
- Busy, snacks premier prix imitant l'os à moelle à mâcher
- Chef Michael′s, produits secs de moyenne gamme (segment premium), pour le plaisir
- Chew-rific, récompense premier prix à mâcher
- DeliBakie, en octobre 2014, la marque allemande est mondialisée (lancée dans tous les pays du groupe), il s'agit de récompenses (biscuits sablés fourrés) premier prix
- Mighty Dog, produits humides premier prix
- Moist & Meaty, produits humides de moyenne gamme (segment premium), pour le plaisir
- ProCare, accessoires de moyenne gamme (segment premium)
- SecondNature, litière et accessoires bas de gamme
- T-Bonz, snacks premier prix
- Waggin’ Train, snacks viande séchée

#### Marques pour chien vendues dans un seul pays
- Bonio, biscuit bas de gamme, vendu au Royaume-Uni
- Bonnie, à la viande de kangourou, vendu en Australie
- Bonzo, récompenses premier prix, vendu en Allemagne
- Matzinger, sec bas de gamme, vendu en Allemagne
- Noblesse, sec bas de gamme, vendu en Allemagne
- SnackAttack
- Tender Vittles, ancienne marque pour chat, qui était vendue en Amérique du Nord
- Topform, sec bas de gamme, vendu en Allemagne
- Winalot, humide bas de gamme, vendu au Royaume-Uni, cette marque comprend également des aliments secs et biscuits.

### Marque pour oiseaux
- Nido, premier prix, marque pour oiseau le plus vendue en Espagne

### Marque pour poissons et tortues
- Friskies Aqua, premier prix. Purina recommande d'alimenter les poissons et tortues en produits frais sans marque, mais conserve Friskies Aqua pour répondre à la demande de premier prix

### Marque pour rongeurs
- Purina recommande d'alimenter les rongeurs en produits frais sans marque
  - Des vétérinaires français recommandent pour l'alimentation des rongeurs 90 % de foin, un peu d'endive, de fane (feuille) de carotte et occasionnellement de salade (sauf la laitue).

## Purina en France
Le conditionnement en France de Purina est assuré par le groupe Nestlé Purina dans l'usine d'Aubigny (Somme) qui compte plus de 300 salariés.
Dans les années 1960 Purina devient partenaire de la Société française Duquesne qui devient "Duquesne-Purina" et qui fabrique des aliments pour animaux de la ferme dans ses usines de Saint-Philbert-sur-Risle (Eure), Pommevic (Tarn-et-Garonne) et Loudéac (Côtes-d'Armor). Les aliments pour animaux concernent les volailles, les porcs, les vaches, les chevaux, etc.
Purina en France ne produit, dans la plus grosse usine de production d’aliments secs pour animaux de compagnie en Europe, à Marconnelle (Pas-de-Calais), et ne commercialise que pour les animaux domestiques (dont les élevages canins), le marché de la nourriture pour élevages de bétail étant dominé par Glon (ex-Sanders).